# Andrea Nozzari
Andrea Maria Nosari, poi noto come Andrea Nozzari (Vertova, 27 febbraio 1776 – Napoli, 12 dicembre 1832), è stato un tenore italiano.

## Biografia
Nipote del celebre tenore Giuseppe Viganoni (che era fratello di sua madre), Nozzari si trasferì da Vertova, il piccolo centro rurale del bergamasco dove era nato, al capoluogo, dove prese lezioni di musica dall'abate Luigi Petrobelli, all'epoca vice maestro di cappella di Santa Maria Maggiore. In seguito si sarebbe perfezionato con un altro grande tenore bergamasco del tempo, Giacomo David,, e con il castrato Giuseppe Aprile.
Debuttò a Pavia nel 1794 quale "tenore di mezzo carattere" (come lo zio), approdando già l'anno seguente al Teatro alla Scala di Milano, dove il 7 giugno cantò nella Capricciosa corretta di Martín y Soler. Trasferitosi a Parigi, vi si trattenne per un anno, debuttando il 15 maggio 1803 nel Principe di Taranto di Ferdinando Paër e raccogliendo il maggior successo come Paolino nel Matrimonio segreto di Cimarosa.
Rientrato in Italia, comparve in opere serie a Venezia e poi a Torino, e, a partire dal 1810, fu ingaggiato da Domenico Barbaja per i teatri di Napoli. Qui conobbe David e Aprile, che lo indirizzarono definitivamente verso il genere serio, verso cui lo portavano sia il tipo di vocalità che quella stessa gestualità aulica che gli era stata addebitata come un limite nei ruoli comici o di mezzo carattere. Qui fu primo interprete della Medea in Corinto di Mayr nel 1813.
Nel 1815 approdò a Napoli il compositore a cui il nome di Nozzari è strettamente legato, Gioachino Rossini, che per lui scrisse numerosi ruoli di primo piano nelle sue opere napoletane, spesso in coppia con la seconda vedette tenoristica del teatro, Giovanni David (figlio di Davide): tra questi il ruolo del titolo in Otello, Rinaldo in Armida, Pirro in Ermione, etc.
Dopo la partenza di Rossini per Parigi, Nozzari continuò a cantare a Napoli, dove prese parte, tra l'altro, alle prime assolute di Alfredo il Grande del conterraneo Gaetano Donizetti (1823) e Alessandro nell'Indie di Giovanni Pacini (1824), prima di abbandonare il palcoscenico verso la fine del 1825.
Fu un versatile baritenore e, nella sua carriera, oltre al repertorio tenorile, affrontò anche ruoli da basso cantante, come il protagonista del Don Giovanni e Guglielmo del Così fan tutte di Mozart, nonché Fernando Villabella ne La gazza ladra di Rossini (ruolo scritto per il basso Filippo Galli). 
Dedicatosi all'insegnamento del canto, ebbe fra i suoi allievi Giovanni Battista Rubini, Giovanni Basadonna e Nicola Ivanoff.

## Vocalità
Nozzari è il tipico esempio di quello che si definisce un baritenore, ossia un tenore che sfrutta soprattutto la zona medio-grave della sua tessitura, con un uso meno spericolato del canto di coloratura e viceversa un largo impiego di un canto declamato, ampio e sonoro. Caratteristico fu l'impiego degli staccati, come riferisce Giuseppe Carpani:
L'estensione della sua voce superava le due ottave e gli acuti erano squillanti e netti quanto i gravi. Tali caratteristiche vocali e interpretative indussero i compositori, e in particolare Rossini, ad affidargli sempre più spesso ruoli drammatici da antagonista, malvagio o violento. Come attore, la sua interpretazione di Otello si meritò l'elogio di Stendhal:

## Ruoli creati
- Priamo in Ecuba, di Nicola Antonio Manfroce (13 dicembre 1812, Napoli)
- Fares in Nefte di Fioravanti (18 aprile 1813, Napoli)
- Giasone in Medea in Corinto di Mayr (28 novembre 1813, Napoli)
- Leicester in Elisabetta, regina d'Inghilterra di Rossini (4 ottobre 1815, Napoli)
- Il Conte Fayel in Gabriella di Vergy di Carafa (3 luglio 1816, Napoli)
- Il ruolo del titolo in Otello di Rossini (4 dicembre 1816, Napoli)
- Polflegonte in Il sogno di Partenope di Mayr (12 gennaio 1817, Napoli)[8]
- Assur in Mennone e Zemira di Mayr (22 marzo 1817, Napoli)
- Toante in Ifigenia in Tauride di Carafa (19 giugno 1817, Napoli)
- Rinaldo in Armida di Rossini (11 novembre 1817, Napoli)
- Mario in Boadicea di Morlacchi (13 gennaio 1818, Napoli)
- Osiride Mosè in Egitto di Rossini (5 marzo 1818, Napoli)
- Agorante in Ricciardo e Zoraide di Rossini (3 dicembre 1818, Napoli)
- Pirro in Ermione di Rossini (27 marzo 1819, Napoli)
- Ercole ne L'apoteosi d'Ercole di Mercadante (19 agosto 1819, Napoli)
- Rodrigo di Dhu ne La donna del lago di Rossini (24 ottobre 1819, Napoli)
- Paolo Erisso in Maometto secondo di Rossini (3 dicembre 1820, Napoli)
- Antenore in Zelmira di Rossini (16 febbraio 1822, Napoli)
- Il ruolo del titolo in Alfredo il Grande di Donizetti (2 luglio 1823, Napoli)
- Alessandro in Alessandro nell'Indie di Pacini (29 settembre 1824, Napoli)
- Coraman in Zadig ed Astartea di Vaccaj (21 febbraio 1825, Napoli)